# Alpaida scriba
Alpaida scriba är en spindelart som först beskrevs av Cândido Firmino de Mello-Leitão 1940. 
Alpaida scriba ingår i släktet Alpaida och familjen hjulspindlar. Inga underarter finns listade i Catalogue of Life.